# Eugongylus unilineatus
Eugongylus unilineatus är en ödleart som beskrevs av  De Rooij 1915. Eugongylus unilineatus ingår i släktet Eugongylus och familjen skinkar. Inga underarter finns listade i Catalogue of Life.